# Віняри (Сандомирський повіт)
Віняри (пол. Winiary) — село в Польщі, у гміні Двікози Сандомирського повіту Свентокшиського воєводства.
Населення — 440 осіб (2011).
У 1975-1998 роках село належало до Тарнобжезького воєводства.

## Демографія
Демографічна структура на день 31 березня 2011 року:
|          | Загалом | Допрацездатний вік | Працездатний вік | Постпрацездатний вік |
| -------- | ------- | ------------------ | ---------------- | -------------------- |
| Чоловіки | 222     | 38                 | 158              | 26                   |
| Жінки    | 218     | 32                 | 118              | 68                   |
| Разом    | 440     | 70                 | 276              | 94                   |